# 收养登记证 (中华人民共和国)

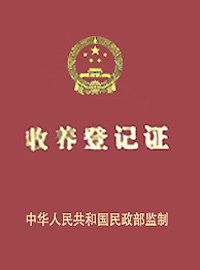
2007年版收养登记证，中华人民共和国民政部监制

收养登记证是中华人民共和国民政部监制，由地方民政部门收养登记机关填发的收养登记证明。

## 简介
2006年，《民政部办公厅关于启用新式收养登记证的通知》（民办函〔2006〕203号）发布，规定“自2007年1月1日起，启用新的《收养登记证》。2007年6月30日前，新式收养登记证和老式收养登记证均可使用。自2007年7月1日起，一律使用新式收养登记证。”“《收养登记证》由民政部监制。委托海南省海南民政定安福利塑印厂印制。”
2008年9月1日，民政部发布《收养登记工作规范》。该规范根据《中华人民共和国收养法》、《外国人在中华人民共和国收养子女登记办法》、《中国公民收养子女登记办法》、《华侨以及居住在香港、澳门、台湾地区的中国公民办理收养登记的管辖以及所需要出具的证件和证明材料的规定》制定。其中规定：当事人申请收养时，应先填写《收养登记申请书》，收养登记员收到当事人提交的《收养登记申请书》以及有关材料之后，经过审查，“对符合收养条件的，为当事人办理收养登记，填写《收养登记审查处理表》。”随后，报上级批准，并填发收养登记证。对于《收养登记证》，《收养登记工作规范》规定：

- 第二十一条 收养登记证的填写按照《民政部办公厅关于启用新式〈收养登记证〉的通知》（民办函〔2006〕203号）的要求填写。
收养登记证上收养登记字号、姓名、性别、国籍、出生日期、身份证件号、住址、被收养人身份、更改的姓名，以及登记日期应当与《收养登记申请书》和《收养登记审查处理表》中相应项目一致。
无送养人的，“送养人姓名（名称）”一栏不填。

- 第二十二条 颁发收养登记证，应当在当事人在场时按照下列步骤进行：
（一）核实当事人姓名和收养意愿；
（二）告知当事人领取收养登记证后的法律关系以及父母和子女的权利、义务；
（三）见证当事人本人亲自在附件3上的“当事人领证签名或者按指纹”一栏中签名；当事人没有书写能力的，应当按指纹。
 “当事人领证签名或者按指纹”一栏不得空白，不得由他人代为填写、代按指纹；
（四）将收养登记证颁发给收养人，并向当事人宣布：取得收养登记证，确立收养关系。

《收养登记工作规范》还对撤销收养登记后收养登记机关对《收养登记证》的收缴、补领《收养登记证》等方面进行了规定。